# Bernos-Beaulac
Bernos-Beaulac é uma comuna francesa na região administrativa da Nova Aquitânia, no departamento da Gironda. Estende-se por uma área de 36,43 km². Em 2010 a comuna tinha 1 143 habitantes (densidade: 31,4 hab./km²).